# Mariza Koch
Mariza Koch (Athén, Görögország, 1944. március 14. –) görög énekesnő.

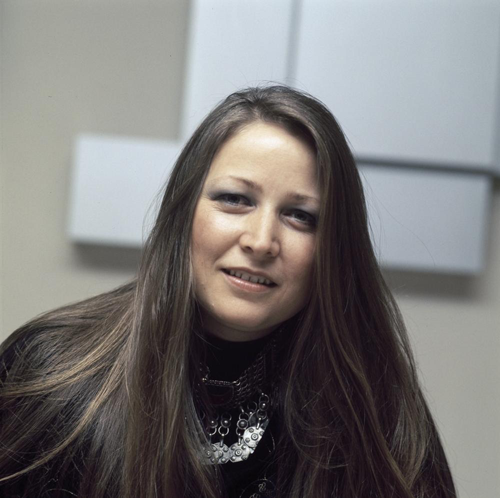
1976-ban

## Pályakép
Apja német volt. Fiatal korában anyja szülővárosában, Szantoriniben lakott.
Mariza Koch vezető műfaja: görög népzene-énekes. Számos albumot rögzített 1971-ben megkezdett karrierje indulása óta. Máig emlékezetes fellépése hazája képviselete volt az 1976-os Eurovíziós Dalversenyen a „Panayia Mou” című dallal.

## Lemezek
- 1971 «Αραμπάς» Arabas (cart), az első görög aranylemez!
- 1973 «Μια στο καρφί και μια στο πέταλο» Mia sto karfi ke mia sto petalo (One blow at the nail and one at the horseshoe)
- 1974 «Η Μαρίζα Κωχ και δυο ζυγιές παιχνίδια» I Mariza Koch ke dio zygies pechnidia (Mariza Koch and two pounds of toys)
- 1976 «Παναγιά μου Παναγιά μου» Panagia mou , Panagia mou (My Holy Mother, my Holy Mother)
- 1976 «Άσε με να ταξιδέψω» Ase me na taksidepso (Let me travel)
- 1977 «Μαρίζα Κωχ» Mariza Koch
- 1978 «Μια εκδρομή με τη Μαρίζα» Mia ekdromi me tin Mariza (A trip with Mariza)
- 1978 «Ένα περιβόλι γεμάτο τραγούδια» Ena periboli gemato tragoudia (A garden full of songs)
- 1979 «Αιγαίο 1» Egeo 1 (Aegean 1)
- 1979 «Αιγαίο 2» Egeo 2 (Aegean 2)
- 1980 «Ο Καθρέφτης» O kathreptis (The Mirror)
- 1982 «Στο βάθος κήπος» Sto vathos kipos (Garden in the Back)
- 1986 «Τα παράλια» Ta paralia (The beach songs)
- 1988 «Εθνική Οδός» Ethniki Odos (National Road)
- 1990 «Οι δρόμοι του μικρού Αλέξανδρου» I dromi tou mikrou Alexandrou (The roads of little Alexander)
- 1992 «Διπλή Βάρδια» Dipli Vardia (Double guard duty)
- «η γοργόνα ταξιδεύει τον μικρό Αλέξανδρο» I gorgona taxidevi ton mikro Alexandro
- «μια εκδρομή με τις εννέα μούσες» Mia ekdromi me tis ennea mouses (A trip with the nine muses)
- «σαν ουράνιο τόξο» San ouranio toxo (Like a Rainbow)
- «να τα πούμε» Na ta pume (can we tell the songs?)
- «μια γιορτή με τη Μαρίζα» Mia giorti me tin Mariza (A celebration with Mariza)